# Jack Black (Autor)

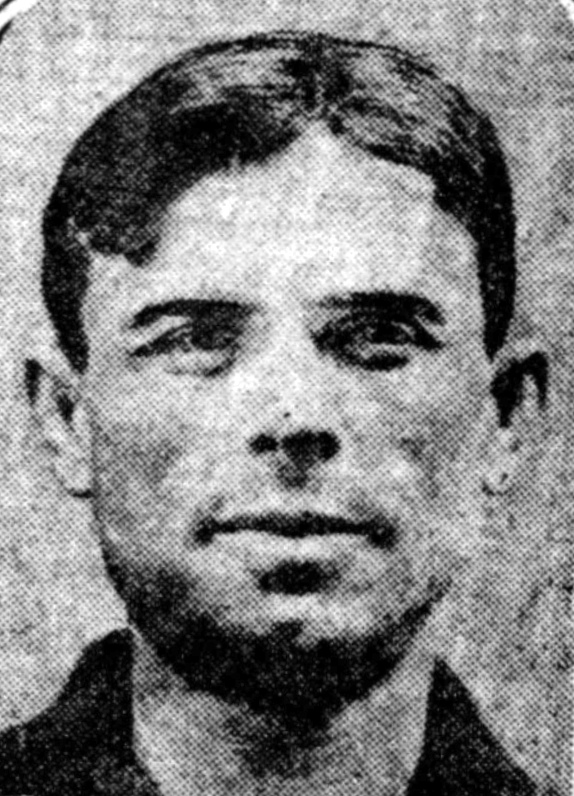
Jack Black (1912)

Jack Black, auch Tom Callahan (* 1871 in New Westminster, British Columbia, Kanada; † vermutlich 1932 in New York City), war ein kanadischer Landstreicher und berufsmäßiger Einbrecher, der vor allem durch seine Autobiografie bekannt wurde.

## Leben
Über die Lebensdaten von Jack Black ist wenig bekannt; selbst sein Name ist nicht sicher belegt. In Zeitungen wurde sein Name auch mit Tom Callahan angegeben. Wahrscheinlich wurde er 1871 in New Westminster in der kanadischen Provinz British Columbia geboren und wuchs im US-Bundesstaat Missouri auf.
Jack Black erlangte Bekanntheit durch seine Autobiografie You Can’t Win („Du kommst nicht durch“, Macmillan, 1926), in der er sein Leben auf der Straße beschreibt. 30 Jahre hatte er sich als umherziehender Krimineller durchgeschlagen; die Hälfte dieser Zeit hatte er in verschiedenen Gefängnissen verbracht.
Bei seiner letzten Haftstrafe lernte er den wohlhabenden Gönner Frement Older kennen und arbeitete für dessen Zeitung The San Francisco Call. 1926 veröffentlichte er seine Autobiografie, in der er für eine Gefängnisreform eintrat. Er hielt im ganzen Land Vorträge über seine Reformideen und schrieb Artikel darüber. Jack Blacks Schriften hatten starken Einfluss auf das Werk von William S. Burroughs.
Jack Black verschwand 1932 spurlos. Er soll Selbstmord begangen haben, da er Freunden erzählt hatte, er werde sich mit Gewichten an den Füßen im Hafen von New York ertränken, wenn das Leben zu schwierig würde.